# 木树镇
木树镇，是中华人民共和国贵州省铜仁市松桃苗族自治县下辖的一个乡镇级行政单位。
2015年12月8日，贵州省人民政府批复同意松桃县部分乡镇行政区划调整，同意撤销木树乡，设置木树镇，撤乡设镇后行政区域和政府驻地不变。

## 行政区划
木树镇下辖以下地区：
木树村、虎渡村、大屋村、龙塘村、冲头村、木池村、向家村、美意村、潮水村、治乌村、盆缸村、满高村、小木村、杨家村、底易村、独科村、滥泥村、梅子村、上石花村、羊六村、克麻村和河边村。